# Indian-Airlines-Flug 171
Indian-Airlines-Flug 171 war ein Flug der Inlandsfluggesellschaft Indian Airlines von Bombay nach Madras. Am 12. Oktober 1976 stürzte auf dieser Strecke eine Sud Aviation Caravelle kurz nach dem Start ab, nachdem es zu einem Feuer und Steuerungsproblemen gekommen war. Alle 95 Insassen starben.

## Flugzeug
Das betroffene Flugzeug war eine neun Jahre alte Sud Aviation Caravelle VI-N mit dem Luftfahrzeugkennzeichen VT-DWN, Werknummer 231.

## Verlauf
Für diesen Flug war ursprünglich eine Boeing vorgesehen. Aufgrund von Triebwerksproblemen am Boden wurde diese durch eine Sud Aviation Caravelle ersetzt. Kurz nach dem Start von Startbahn 27 fiel Triebwerk Nr. 2 (rechts) aus, welches außerdem Feuer fing. Die Piloten drehten sofort um und versuchten eine Notlandung auf der Landebahn 09. Während des Anflugs verloren die Piloten die Kontrolle und das Flugzeug schlug um 1:35 Uhr mit einer Vertikalneigung von 45° nach unten auf den Boden.

## Ursache
Die Ursache des Absturzes war ein Zerbersten der zehnten Kompressorscheibe von Triebwerk Nr. 2. Die Trümmer dieser Kompressorscheibe durchtrennten Kraftstoffleitungen, wodurch ein Feuer in dem Triebwerk ausbrach. Weil die Piloten die Kraftstoffzufuhr nicht kappten, breitete sich das Feuer aus und drang in den Hydraulikbehälter vor, wodurch die Hydraulikflüssigkeit hinausfloss und das Flugzeug unkontrollierbar wurde.